# 교통 정온화
교통 정온화는 차량 속도와 교통량을 줄여 보행자 및 자전거 이용자의 도로 이용이 안전하고 편리하게 만들고, 소음이나 대기오염으로부터 생활권을 보호하는 것을 뜻한다. 이렇게 하는 일을 교통 정온화 기법, 이런 시설을 교통 정온화 시설이라고 부른다.

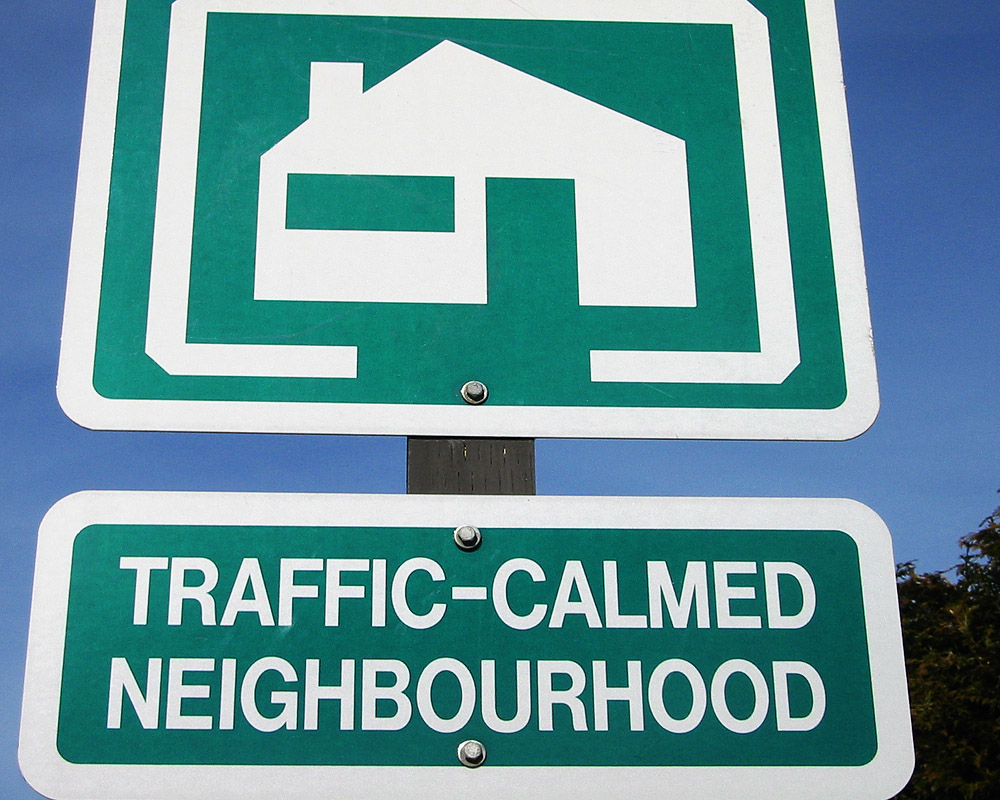
교통 정온화 구역 표지 캐나다 브리티시 콜럼비아

## 역사
교통 정온화에 대한 개념은 1972년 네덜란드 델프트시에서 추진한 본에르프(네덜란드어: Woonerf)로부터 시작되었다. 본에르프는 생활(네덜란드어: woon)의 터(네덜란드어: erf)라는 뜻으로, 주택가를 달리는 과속차량에 위협을 느낀 주민이 도로를 굴곡화시키고 도로상에 나무를 심거나 노폭을 축소 또는 노면을 요철화하는 방법으로, 주거지 도로에 자동차와 보행자의 공존 방법을 제시한 사례로 통과교통의 저속운행 범위를 지정하여 일정구역을 30 km/hr 로 제한했다.
1976년 서독에서는 ‘진정시키다’, ‘부드럽게 한다’ 등의 뜻으로 교통 진정화(독일어: Verkehrsberuhigung)라고 이름한 새로운 교통정책을 도입해서 당시 주거지내 자동차 제한속도를 50 km/hr에서 30 km/hr 로 제한하는 템포 30(Tempo 30)라고 부르는 면(面)적인 교통억제책을 시행했다. 이는 존 30(Zone 30)이라는 지구교통규제로 이어져 1970년대 후반 덴마크, 벨기에, 프랑스, 스위스 등 유럽 각지에서 지구교통 관리기법으로 다양하게 적용되었다.
일본에서 교통 정온화라고 부르는 보차공존도로 개념으로, 보도설치가 곤란한 8 미터 이하 도로에서 커뮤니티 존(community zone) 형태로 도입했다. 1980년 오사카시 나카이케를 최초로 1998년까지 1,158 개소에 커뮤니티 도로를 정비했다. 일본 커뮤니티 도로의 경우 교통 흐름 통제 문제 외에 주차문제로 인한 주민 공간 확보가 큰 사업의 하나로 인식되고 있다.
미국에서는 교통 정온화 기법(영어: traffic calming)을 자동차의 역효과를 감소시키고 자동차 운전자의 통행형태를 변화시켜 보행자와 자전거 이용자들의 통행환경을 개선하기 위한 여러 가지 물리적 대책으로 정의한다.
대한민국에서는 교통 정온화(交通靜穩化), 교통 평온화, 교통 진정화(交通鎭靜化) 등으로 부르며, 주거지 생활도로를 쓰는 사람들에게 안전하고 쾌적한 생활 공간을 제공하기 위해 물리적 시설을 설치하고, 통행 규제를 통한 교통 흐름을 조절하거나 주차시설을 통제하는 등으로 생활 환경을 개선하는 것을 뜻한다. 교통 정온화 기법은 교통약자가 안전하고 편리하게 이동할 수 있도록 도로에 이동 편의 시설을 확충하고 보행 환경을 개선하는 등 사람 중심 교통 체계를 구축하기 위해 제정된 교통약자의 이동편의 증진법을 따른다.
2000년대 들어서는 생활도로 정비의 주된 개념을 확장하여 미래 교통환경을 고려한 지속 가능한 교통정책(sustainable transport)로 그 영역을 확장하고 있다. 대한민국에서는 1994년 지구교통관리(site transportation management, STM) 측면에서 서울 강남구 학동공원지구, 서초구 진로유통지구 등을 시작으로 지구개선사업을 시작했다.

## 종류
지역 주민이 안전하고 쾌적한 생활을 할 수 있도록 통과 교통을 적절하게 통제하는 기법으로, 규제에 의한 교통억제 기법과 물리적 교통억제 기법으로 나눈다.

### 규제에 의한 교통억제 기법

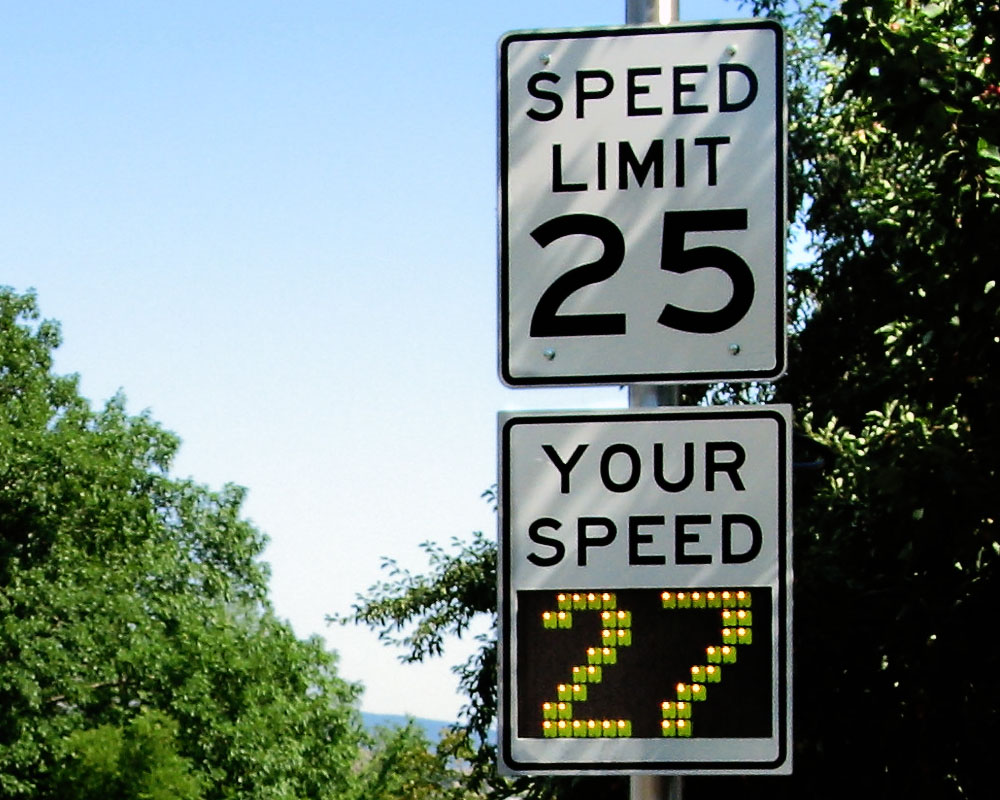
속도 제한 표지판 미국 콜로라도

- 30 km/hr 최고 속도 구역 지정
- 보행자 우선 도로 조성
- 일방통행제 시행
- 진행방향 지정
- 주차금지, 주차허가제
- 일시정지 규제

### 물리적 교통억제 기법

#### 속도 저감 시설

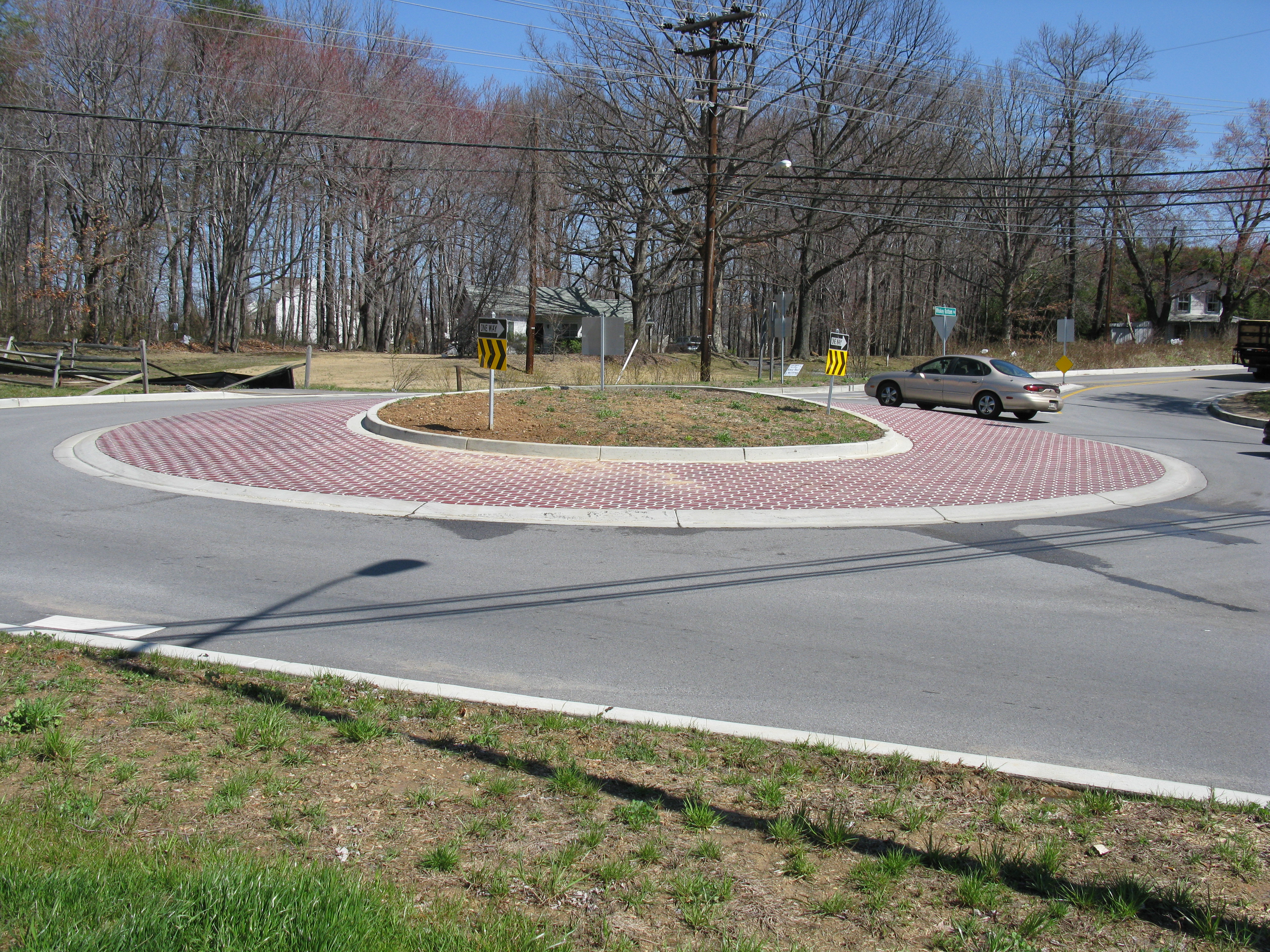
미니 교차로 미국 메릴랜드주 노스로렐

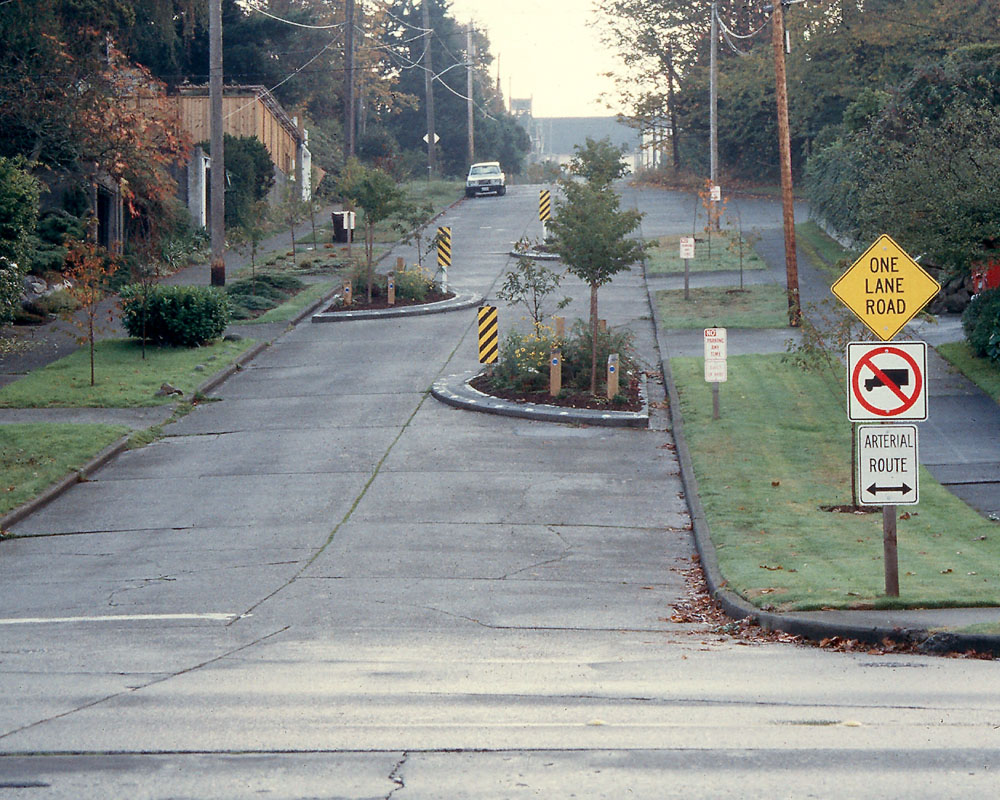
시케인 미국 시애틀

- 고원식 교차로(영어: mini roundabout 미니 라운다바웃[*])
- 사행(蛇行, 지그재그 형태) 도로: 영어: chicane 시케인[*], 부분 식재
  - 차도굴절형(영어: crank 크랭크[*])
  - 차도굴곡형(영어: slalom 슬래럼[*])
- 차로폭 좁힘(영어: chocker 초커[*])
- 요철 포장
- 과속 방지턱(영어: hump 험프[*])

#### 횡단 시설
- 고원식 횡단보도
- 보행섬식 횡단보도
- 대중교통 정보 알림 등 교통안내시설
- 보행자, 자전거 우선통행을 위한 교통신호기
- 보도용 방호울타리

#### 노상주차 억제
- 자동차 진입억제 말뚝
- 주차금지, 정차금지 등 규제

## 같이 보기
- 보행자
- 도로 교통 관제